# Anatirostrum profundorum
Anatirostrum profundorum är en fiskart som först beskrevs av Berg 1927.  Anatirostrum profundorum ingår i släktet Anatirostrum och familjen smörbultsfiskar. Inga underarter finns listade i Catalogue of Life.